# NGC 2289
NGC 2289 est une galaxie lenticulaire située dans la constellation des Gémeaux. NGC 2289 a été découverte par l'astronome germano-britannique William Herschel en 1793.

## Caractéristiques
Sa vitesse par rapport au fond diffus cosmologique est de 5 041 ± 40 km/s, ce qui correspond à une distance de Hubble de 74,3 ± 5,2 Mpc (∼242 millions d'al).